# 剑穿盾虫
剑穿盾虫（学名：Dorataspis gladiata）为穿盾虫科穿盾虫属的动物。分布于大西洋、印度洋、太平洋、地中海以及西沙群岛等。